# Eyre Coote (Companhia Britânica das Índias Orientais)
Tenente-General Sir Eyre Coote, membro da Ordem do Banho, foi um soldado Irlandês que viveu de 1726 a 28 de Abril de 1783. Ele é mais conhecido por seus muitos anos de serviço com o Exército Britânico na Índia.

## Início da vida
Filho do Reverendo Chidley Coote, nasceu próximo a Limerick, na Irlanda, em 1726. Juntou-se  ao 27.º Regimento de Infantaria. Sua primeira ação foi nos Levantes jacobitas de 1745, onde obteve a capitania do 39.º Regimento de Infantaria, o primeiro regimento britânico enviado à India.

## Guerra dos Sete Anos
Em 1756, uma parte do 39º Regimento então aquartelado em Madras, foi enviado para juntar-se às forças de Robert Clive em suas operações contra Calcutá, que foi reocupada sem dificuldade. A Coote foi logo dado o posto de major local pela sua boa conduta no ataque surpresa ao Nababo de Bengala. Logo em seguida veio a Batalha de Plassey, onde ele nunca teria participado a não ser pelo apelo de Clive no conselho de guerra. Após a morte do Nawab ele liderou um destacamento em perseguição aos franceses por 400 milhas, que se mostraram de extrema dificuldade. Sua conduta deu a ele a patente de tenente-coronel e o comando do 84.º Regimento de Infantaria, a pouco posto à serviço na Índia, mas seus esforços causaram sérios danos à sua saúde. Em outubro de 1759, o regimento de Coote tomou parte na decisiva escaramuça entre ingleses e franceses nas Guerras Carnáticas. Tomou o comando do Exército de Madras, e em 1760 comandou-o na decisiva vitória de Wandiwash (em 22 de Janeiro). Após algum tempo as forças de Lally foram citiadas em Puducherry. Por algumas razões Coote não estava engajado nas operações de cerco, mas assistiu lealmente William Monson, que trouxe o cerco ao fim com sucesso em 15 de Janeiro de 1761. Ao fim do ano ele entrou para o parlamento Maryborough, da Casa dos Comuns Irlandesa.
Logo após receber o comando das forças da Companhia Britânica das Índias Orientais em Bengala, resolveu uma séria disputa entre o Nababo Mir Qasim e um poderoso subordinado. Em 1762 Coote voltou para a Inglaterra, recebendo a espada de honra cravejada de jóias da Companhia, e outras recompensas pelos seus serviços.

## Vida Tardia
Em 1771 ele foi feito Cavaleiro da Ordem do Banho. Em 1779 retornou para a Índia como tenente-general comandante em chefe. Seguindo a política de Warren Hastings, ele nunca refutou escolher lados nas rixas  do conselho, e tomou posições firmes em todos os assuntos relativos ao exército. A abertura da Segunda Guerra Anglo-Mysore por Hyder Ali, no sul da Índia, fez com que Coote retornasse ao campo de batalha, mas não foi antes de 1 de Junho de 1781 que ele deu o primeiro golpe pesado contra Hyder, na Batalha de Porto Novo. A batalha foi ganha por Coote contra chances de 5 para 1, e é considerado um dos maiores feitos militares dos britânicos na Índia. A batalha foi seguida por outra tão dura quanto a última, a Batalha de Pollilur (o cenário de uma vitória anterior de Hyder sobre os britânicos) em 27 de agosto, na qual os britânicos obtiveram outra vitória,  e pela derrota das tropas do Mysore em Sholinghur um mês depois. Seu último serviço foi uma árdua campanha em 1782, que finalmente quebrou uma saúde já gravemente prejudicada pelas dificuldades e esforços. Sir Eyre Coote morreu em Madras, e um monumento foi erguido em sua homenagem na Abadia de Westminster, e outro dentro do West Park, em Rockbourne, Hampshire. Seu sobrinho foi Eyre Coote, oficial do Exército Britânico.
Eyre casou-se em 1769 com a filha de Charles Hutchinson, governador de Santa Helena (território). Eles não tiveram filhos, e sua propriedade no valor de £200,000 foi deixada para seu irmão, Dr. Charles Coote, deão de Kilfenora, no Condado de Clare, Irlanda.

## Leitura sugerida
- Sheppard E. W. Coote Bahadur: A Life of Lieutenant-General Sir Eyre Coote, KB Werner Laurie 1956